# Microcristalino

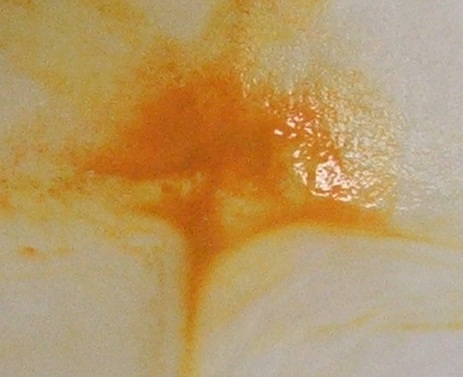
Óxido de cobre(I) microcristalino.

Microcristalino é a designação utilizada em petrologia e em ciência dos materiais para qualificar um material ou uma rocha que contém cristais apenas visíveis por exame microscópico. Há pouca concordância sobre a faixa de tamanhos de cristal que deve ser considerada microcristalina, mas a faixa extrema de valores sugeridos é de 1 a 200 mícrons.